# Pilar Godayol i Nogué
Pilar Godayol i Nogué (Manlleu, Osona, 2 de juny de 1968) és una escriptora, assagista, traductora jurada i professora universitària catalana.
Llicenciada en Filologia Anglesa per la Universitat de Barcelona, el 1998 es va doctorar en Traducció i Interpretació per la Universitat Autònoma de Barcelona amb la tesi Espais de frontera. Gènere i traducció, publicada per Eumo el 2000. Des del 1993, és professora de la Universitat de Vic - Universitat Central de Catalunya, on el 1999 va cofundar el CEIG (Centre d’Estudis Interdisciplinaris de Gènere) i el 2016 va obtenir una càtedra de Traducció. Des del 2001, coordina el grup de recerca GETLIHC (Grup d’Estudis de Gènere: Traducció, Literatura, Història i Comunicació) de la UVic-UCC.
Ha cultivat el gènere biogràfic a Germanes de Shakespeare. 20 del XX (2003, 2019), Virginia Woolf. Cinc-centes lliures i una cambra pròpia (2005), Dones de Bloomsbury (2006), Moments femenins de la humanitat (2007), Viatgeres i escriptores (2011, 2018) i On són les dones? Vides i manifestos (2024). Conjuntament amb Montserrat Bacardí, el 2011 va editar el Diccionari de la traducció catalana, que va rebre el Premi Crítica Serra d’Or de Recerca (2012) i actualment està en línia.
Ha escrit sobre la tasca traductora d’autores catalanes com Montserrat Abelló, Maria Àngels Anglada, Maria Aurèlia Capmany, Josefa Contijoch, Maria-Mercè Marçal, Maria Antònia Salvà i Carme Serrallonga. A més d’estudis literaris dedicats a escriptores, ha estudiat les traduccions i la recepció a Catalunya d'autores com Mary Wollstonecraft, Virginia Woolf, Katherine Mansfield, Simone de Beauvoir, Betty Friedan, Mary McCarthy i Juliet Mitchell. Destaquen els llibres Tres escriptores censurades. Simone de Beauvoir, Betty Friedan & Mary McCarthy (2016; en castellà 2017) i Feminismes i traducció (1965-1990) (2020; en castellà 2021). Forma part de consells de redacció científics de revistes especialitzades com Asparkía. Investigació feminista, Quaderns. Revista de Traducció i Reduccions. Revista de poesia.
A més d'una vintena de llibres, és autora de més de cent articles especialitzats i capítols de llibre, centrats en la historiografia feminista, la història de la traducció literària i el feminisme, el gènere i la traducció, el gènere i la censura, els estudis biogràfics femenins i la literatura d’autora i la seva recepció.

## Premis
- 2000: Premi de Recerca Humanística de la Fundació Enciclopèdia Catalana (amb Montserrat Bacardí).[cal citació]
- 2012: Premi Crítica Serra d’Or de Recerca pel Diccionari de la traducció catalana, editat amb Montserrat Bacardí.[9]
- 2023: Premi Dones Inspiradores 2023 (El 9 Nou).[17][18][19][20]

## Obra publicada[calcitació]
- 2001: Espais de frontera. Gènere i traducció. Vic: Eumo.
- 2001: Veus xicanes. Contes (editora i traductora). Vic: Eumo.
- 2002: Spazi di frontiera. Genere e traduzione (traductora Annarita Taronna). Bari: Palomar.
- 2003 (reeditat el 2019): Germanes de Shakespeare. 20 del XX. Vic: Eumo.
- 2005: Virginia Woolf. Cinc-centes lliures i una cambra pròpia. Barcelona: Pòrtic.
- 2005: Voci chicane. Mericans e altri racconti (editora) (traductora Annarita Taronna). Nardò: Besa.
- 2006: Dones de Bloomsbury. Castelló de la Plana: Publicacions de la Universitat Jaume I.
- 2006: Catalanes del XX (editora). Vic: Eumo.
- 2006: Traductores (amb Montserrat Bacardí). Vic: Servei de Publicacions de la Universitat de Vic.
- 2007: Moments femenins de la humanitat. Barcelona: Mina.
- 2008: Traducción / Género / Poscolonialismo (coeditat amb Patrizia Calefato). Buenos Aires: La Cruija.
- 2009: Una impossibilitat possible. Trenta anys de traducció als Països Catalans (1975-2005) (coeditat amb Montserrat Bacardí). Vilanova i la Geltrú: El Cep i la Nansa.
- 2011: Diccionari de la traducció catalana (coeditat amb Montserrat Bacardí). Vic: Eumo.
- 2011 (reeditat el 2018): Viatgeres i escriptores. Vic: Eumo.
- 2012: Converses amb catalanes d’avui (editora). Vic: Eumo.
- 2013: Les traductores i la tradició (amb Montserrat Bacardí). Lleida: Punctum.
- 2016: Tres escriptores censurades. Simone de Beauvoir, Betty Friedan & Mary McCarthy. Lleida: Punctum.
- 2017: Traducció i franquisme (coeditat amb Montserrat Bacardí). Lleida: Punctum.
- 2017: Tres escritoras censuradas. Simone de Beauvoir, Betty Friedan y Mary McCarthy' (autotraducció). Granada: Comares.
- 2018: Foreign Women Authors under Fascism and Francoism. Gender, translation and censorship (coeditat amb Annarita Taronna). Cambridge: Cambridge Scholars Publishing.
- 2020: Feminismes i traducció (1965-1990). Lleida: Punctum.
- 2021: Feminismos y traducción (1965-1990) (autotraducció). Granada: Comares.
- 2024: On són les dones? Vides i manifestos. Vic: Eumo.